# П'ятихатки (Василівський район)
П'ятиха́тки — село в Україні, у Степногірській селищній громаді Василівському районі Запорізької області. Населення становить 301 особу (2001). До 2020 року орган місцевого самоврядування — П'ятихатська сільська рада.

## Географія
Село П'ятихатки розташоване за 54 км від обласного центру та 18 км від районного центру, на лівому березі річки Янчекрак. Біля села пролягає автошлях територіального значення Т 0812. Найближча залізнична станція — Таврійськ (за 18 км).

## Історія
Село засноване 1890 року.
12 червня 2020 року П'ятихатська сільська рада, в ході децентралізації, об'єднана з Степногірською селищною громадою.

### Російське вторгнення в Україну (з 2022)
З початку широкомасштабного російського вторгнення в Україну, з лютого 2022 року, село перебувало під тимчасовою російською окупацією та систематично зазнавало обстрілів з боку окупантів.
18 червня 2023 року, в ході українського контрнаступу, село силами 128-ї ОГШБр та 2 ОСБ ЗСУ було звільнено від російських окупантів.
Внаслідок кровопролитних боїв за село та обстрілів села зі сторони російських військ, більшість будівель зруйновано, а кількох мешканців села евакуйовано.

## Населення

### Мова
Розподіл населення за рідною мовою за даними перепису 2001 року:
| Мова       | Кількість | Відсоток |
| ---------- | --------- | -------- |
| українська | 275       | 91.36%   |
| російська  | 26        | 8.64%    |
| Усього     | 301       | 100%     |

## Особистості
Уродженка села:
- Донченко-Бутковська Валентина Петрівна (нар. 1955) — українська артистка музичної комедії, акторка Київського театру оперети, заслужена артистка України (2005).
- Віктор Суходольський (Дідусік) — при звільнені села загинув відомий український блогер.